# Statul suveran al Ordinului Bektași
Statul suveran al Ordinului Bektași (în albaneză Shteti Sovran i Urdhrit Bektashi) este un microstat și oraș-stat european planificat care ar fi situat în întregime în Tirana, Albania, la actualul sediu mondial al Bektashi. Dacă țara va fi stabilită, va fi mai mică decât Vaticanul și va deveni națiunea cu cea mai mică suprafață de teren din lume, cu o suprafață totală de 27 de acri (0,11 km²).
Planurile de creare a statului au fost discutate de premierul albanez Edi Rama și susținute de liderul Ordinului Bektași, Baba Mondi, primul afirmând că mai multe detalii pentru crearea statului vor fi dezvăluite în viitorul apropiat.